# Palazzo Rucellai
(Giovanni di Paolo Rucellai, Zibaldone quadragesimale)
Il palazzo Rucellai un palazzo storico del centro di Firenze, situato in via della Vigna Nuova 18 (piazza de' Rucellai) angolo via dei Palchetti. Tra i migliori esempi di architettura rinascimentale privata del Quattrocento, la sua facciata venne progettata da Leon Battista Alberti e fu il primo di una serie di importanti interventi architettonici che eseguì per la famiglia Rucellai. La sua facciata infatti rappresenta uno dei modelli fondamentali del Rinascimento fiorentino, così come lo spazio antistante della piazza con la loggia di pertinenza testimonia un intervento urbanistico esemplare. 
Il palazzo appare nell'elenco redatto nel 1901 dalla Direzione Generale delle Antichità e Belle Arti, quale edificio monumentale da considerare patrimonio artistico nazionale. 

## Storia
Il palazzo fu commissionato dal ricco mercante Giovanni Rucellai, ma nonostante l'importanza dell'edificio, sono ancora dibattute le date della sua costruzione, essendo andati perduti tutti i documenti relativi alle sue origini. Sicuramente il palazzo fu definito in più fasi, presumibilmente dal 1455 circa al 1458 e dal 1465 al 1470, a seguito degli acquisti delle preesistenti case che insistevano nel luogo, distribuiti nel tempo e condotti dal Rucellai. Questi (per altro noto per aver sostenuto finanziariamente l'erezione della facciata albertiana di Santa Maria Novella) testimonia nel manoscritto detto Zibaldone Quaresimale dell'impegno profuso nell'impresa, dichiarando come "d'otto chase n'ò fatte una, chè tre rispondevano in via della Vigna e cinque drieto". La trasformazione delle preesistenze in un solo complesso fu condotta da Bernardo Rossellino, che unificò poi l'insieme tramite una nuova facciata realizzata su disegno di Leon Battista Alberti, che era legato al Rucellai da amicizia e da affinità culturale.

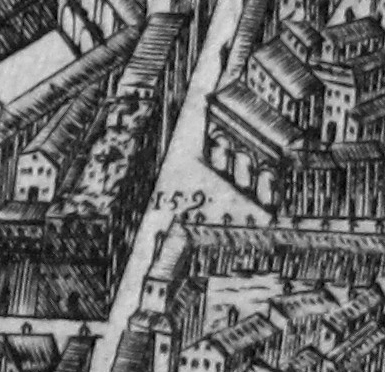
Piazza dei Rucellai nella pianta del Buonsignori (1584)

Così definita, la fabbrica non fu interessata da ulteriori lavori (se non parziali degli spazi interni) nei due secoli successivi, anche grazie al suo permanere nei possessi della famiglia. Negli anni cinquanta del Settecento gli interni subirono più profonde trasformazioni in occasione delle nozze di Giuseppe Rucellai con Teresa Pazzi (1752). 
È tuttavia la facciata che si impone per l'equilibrato disegno e il meditato recupero di modelli antichi: progettata a otto o forse nove assi di finestre, risulta incompiuta sulla destra, dove il paramento presenta le ammorsature per la parte non costruita, per quanto l'Alberti stesso sminuì benevolmente il suo intervento definendolo come "decoro parietale". Si tratta invece di un capolavoro di stile e sobrietà, progettato quasi come illustrazione del suo manuale De Re Aedificatoria (Sull'architettura) del 1452, dove si spiega che l'architettura deve imporsi più per il prestigio delle proporzioni che per la dimostrazione di bellezza e fasto: in questo senso il palazzo può essere considerato come il primo esempio di tentativo coerente nel sintetizzare norme pratiche e teoriche, come è evidente nell'uso dei tre ordini classici sulla facciata. Il Rossellino non si limitò a mettere in opera i lavori, ma apportò un aumento delle dimensioni originarie.
Il palazzo appartiene tuttora alla famiglia Rucellai. Per quanto riguarda le più recenti vicende conservative si segnala nel 1938 la stesura di nuovi intonaci nell'androne principale; tra gli anni cinquanta e sessanta il ritrovamento nell'altana del palazzo (originariamente aperta poi chiusa e soffittata su progetto dell'architetto Niccolò Rucellai per crearvi un lussuoso appartamento) di affreschi attribuiti a Paolo Uccello. Fra il 1964 e il 1967 il palazzo ebbe un intervento generale di restauro a opera dell'architetto Piero Sanpaolesi. Un ulteriore intervento di restauro fu realizzato tra il 1995 e il 1999. 
Negli anni 1990 il palazzo ha ospitato il Museo di storia della fotografia fratelli Alinari.
In un appartamento al terzo piano, il 16 gennaio 1997, ebbe luogo l'omicidio del conte Alvise Nicolis di Robilant, irrisolto.

## Descrizione

### Facciata

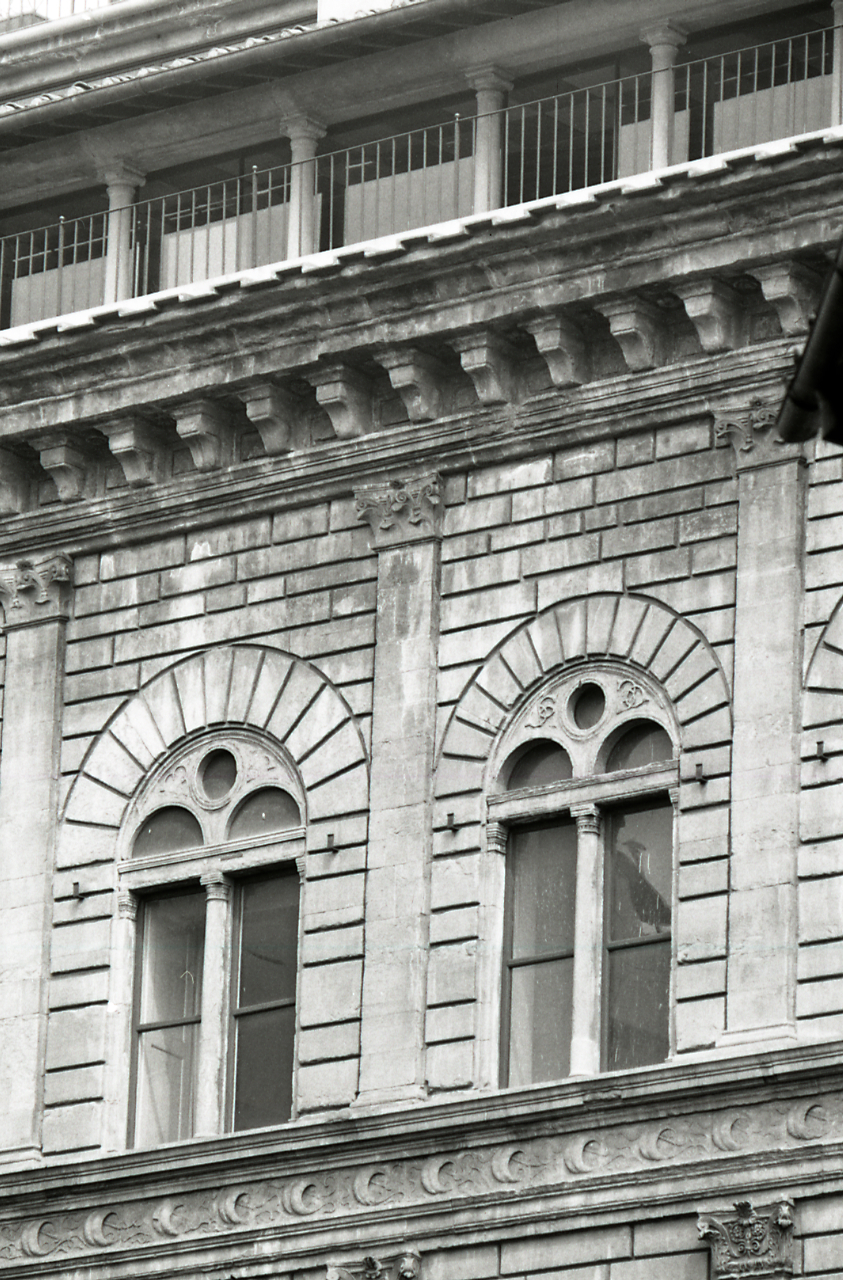
Loggetta, cornicione e ordine del secondo piano

La facciata, di un bugnato di pietraforte uniforme e piatto, è organizzata come una griglia, scandita da elementi orizzontali (le cornici marcapiano e la panca di via) e verticali (le paraste lisce), entro la quale si inseriscono le aperture. Al pianterreno lesene di ordine tuscanico dividono la superficie in spazi dove si aprono i due portali (in origine era uno solo, ma fu raddoppiato simmetricamente quando venne raddoppiato il palazzo e la facciata). Al piano nobile si trovano numerosi elementi classici (i portali, gli ordini architettonici dei capitelli) fusi sapientemente con elementi della tradizione medievale locale, quali il bugnato e le bifore, e con elementi celebrativi dei committenti, come lo stemma e le imprese dei Rucellai, inseriti nei fregi e nei blasoni sopra i portali. 
Il piano terra, più alto dei piani superiori, ha i capitelli decorati da una reinterpretazione dell'ordine dorico e due portali rettangolari classicheggianti (in epoca gotica tutti i portali erano ad arco o con  arco e architrave). Vi corre davanti una "panca di via", un elemento oltre che di utilità pratica per i passanti, creava una sorta di piano base per il palazzo, come se si trattasse di uno stilobate. Lo schienale della panca riproduce il motivo dell'opus reticulatum romano. 
Al primo piano (piano nobile) le paraste sono di tipo composito e vi si aprono delle ampie bifore a tutto sesto, con cornice bugnata, colonnina e oculo al centro. All'ultimo piano si hanno paraste di tipo corinzio, alternate a bifore dello stesso tipo. La sovrapposizione degli ordini come teorizzato da Vitruvio, è di  conci levigati si ispira all'architettura romana, come nel motivo del basamento a imitazione dell'opus reticolatum. Le paraste decrescono progressivamente verso i piani più alti, dando un effetto prospettico di maggior slancio del palazzo rispetto alla sua vera altezza.
In alto il palazzo è coronato da un cornicione poco sporgente, sostenuto da mensole, oltre il quale è nascosta una loggetta ornata da pitture a monocromo del XV secolo, da alcuni attribuite alla cerchia di Paolo Uccello (staccati, restaurati e conservati nel palazzo): l'elemento della loggia è un'ulteriore riprova della rottura con la tradizione medievale e di apertura verso la grande stagione del Rinascimento. Il fregio del piano terra contiene le insegne della famiglia Rucellai: tre piume in un anello, le vele gonfiate dal vento e lo stemma familiare, che compare anche sui blasoni sopra i portali. A destra si vede bene come la facciata sia incompleta, infatti non finisce in maniera netta, ma è frastagliata perché era prevista la continuazione con un terzo portale.
L'effetto generale è vario ed elegante, per il vibrare della luce tra le zone chiare e lisce (lesene) e quelle scure (aperture, solchi del bugnato). Nel trattato l'Alberti scrisse infatti "La casa del signore sarà ornata leggiadramente, di aspetto piuttosto dilettevole che superbo".
Lo stile del palazzo costituì un punto di partenza per tutta l'architettura di residenza civile del Rinascimento, venendo citato quasi alla lettera dal suo allievo Bernardo Rossellino per il palazzo Piccolomini a Pienza.

## Interno

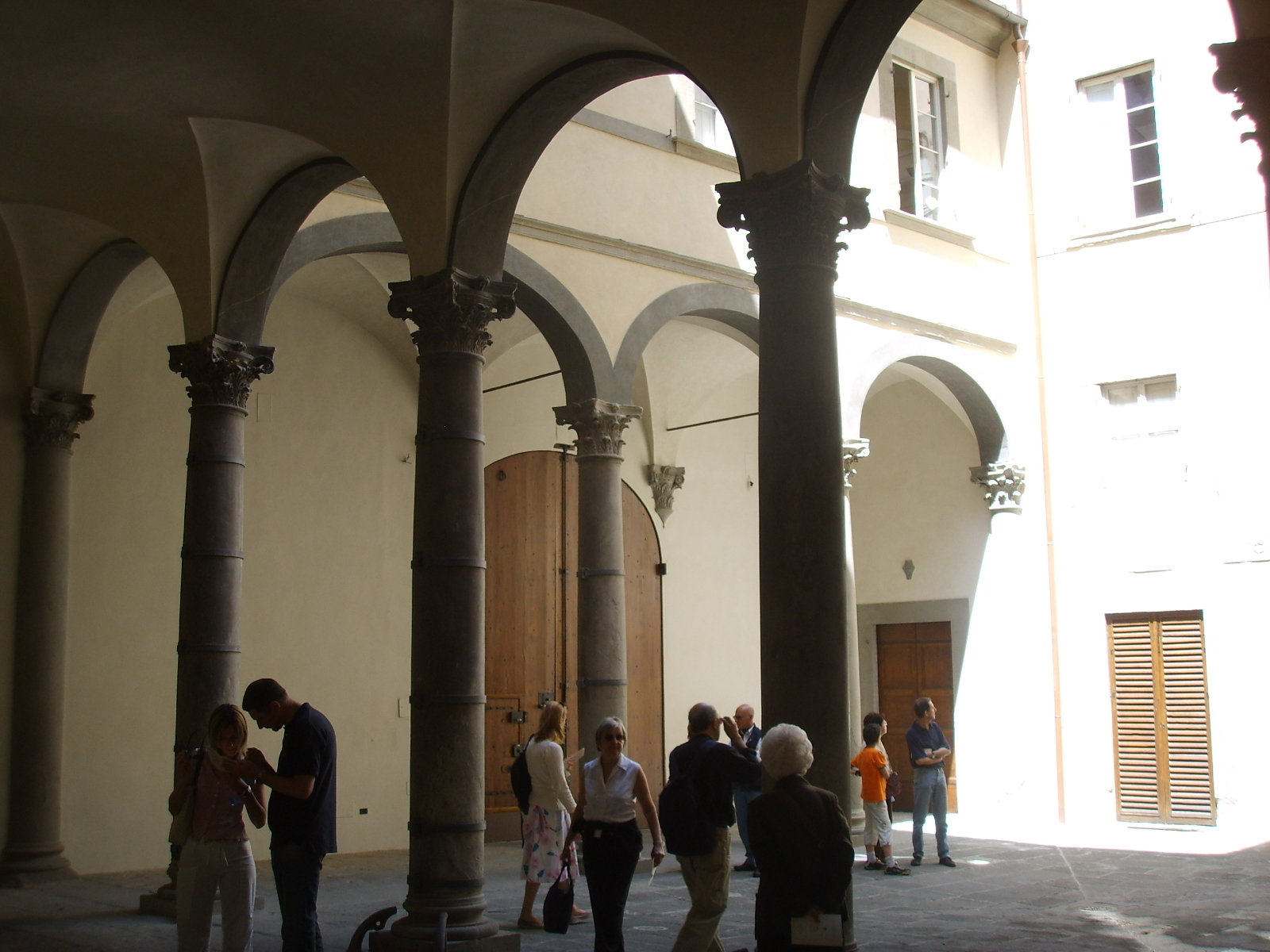
Il cortile

All'interno del palazzo è di rilievo il cortile rinascimentale, con due lati porticati con mpie arcate a tutto sesto, sostenute da slanciate colonne con capitelli corinzi molto elaborati, che ricordano quelli delle colonne sopra il portale del Battistero di San Giovanni.  
All'interno spiccano le decorazioni eseguite per il matrimonio di Giuseppe Rucellai con Teresa Pazzi (1752):, quali le decorazioni a fresco nei soffitti di due sale e nella galleria ad opera di Giovanni Domenico Ferretti e Pietro Anderlini (una galleria dipinta da Lorenzo Del Moro risulterebbe successivamente scialbata).

## Monumenti correlati
Sul retro del palazzo è presente la ex chiesa di San Pancrazio che contiene un altro capolavoro dell'Alberti, il tempietto del Santo Sepolcro, all'interno della ex navata sinistra, l'unico spazio ancora consacrato di questa struttura, che oggi ospita il Museo Marino Marini. Davanti al palazzo sempre Leon Battista Alberti realizzò la Loggia Rucellai. Anche la facciata della vicina basilica di Santa Maria Novella fu disegnata dall'Alberti su incarico sempre di Giovanni Rucellai.

## Bibliografia

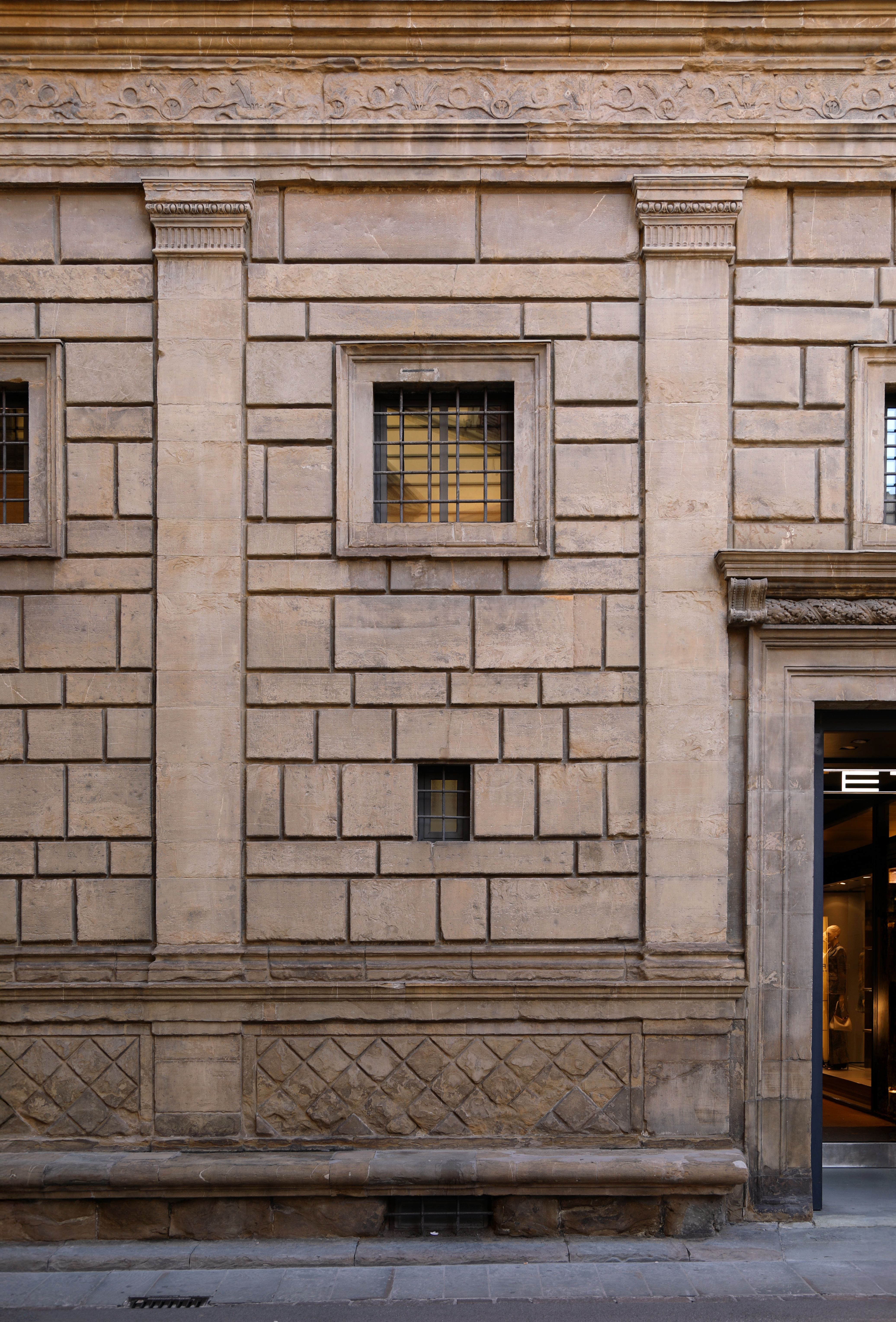
Ordine del piano terra

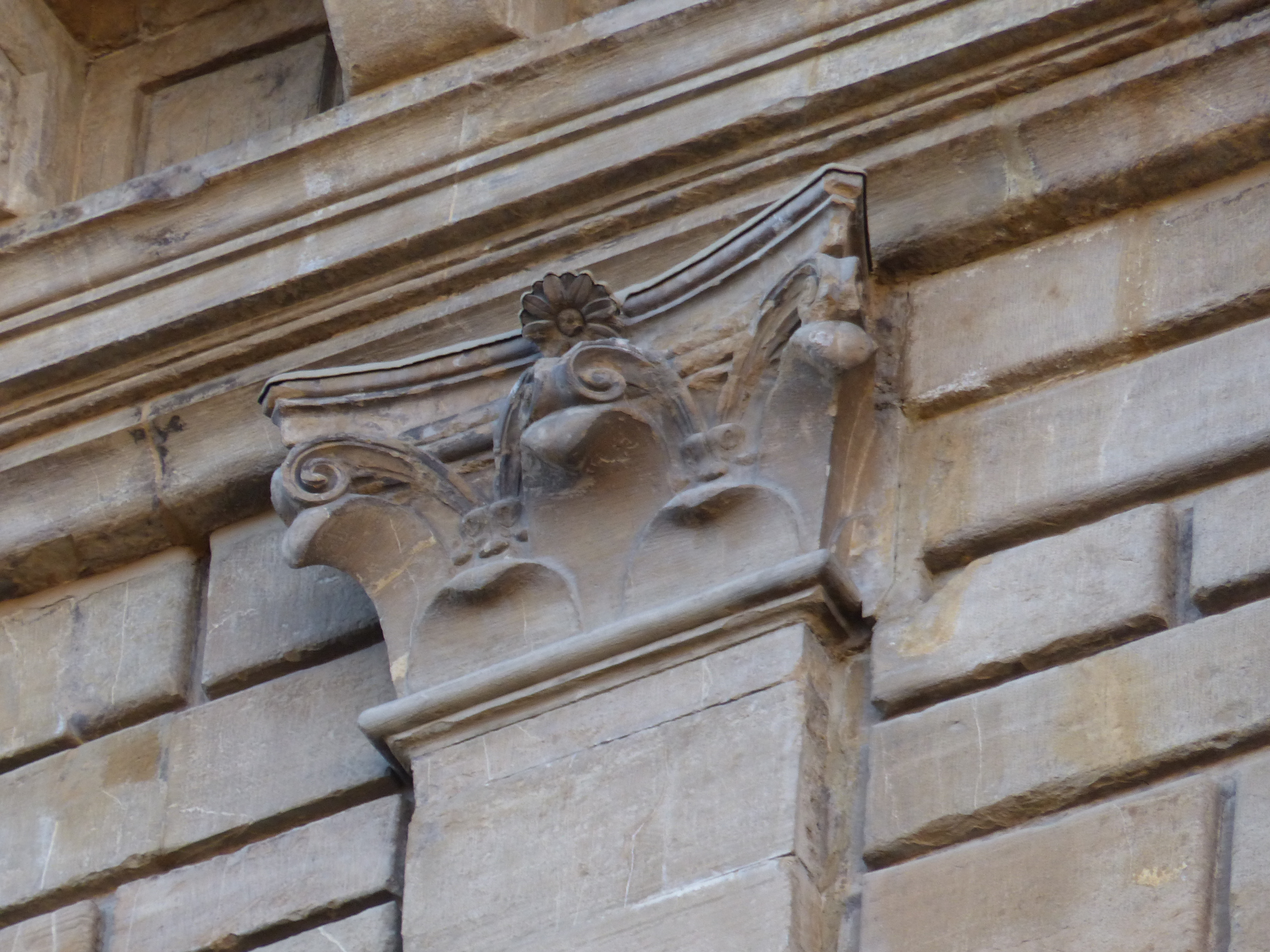
Capitello "corinzio"

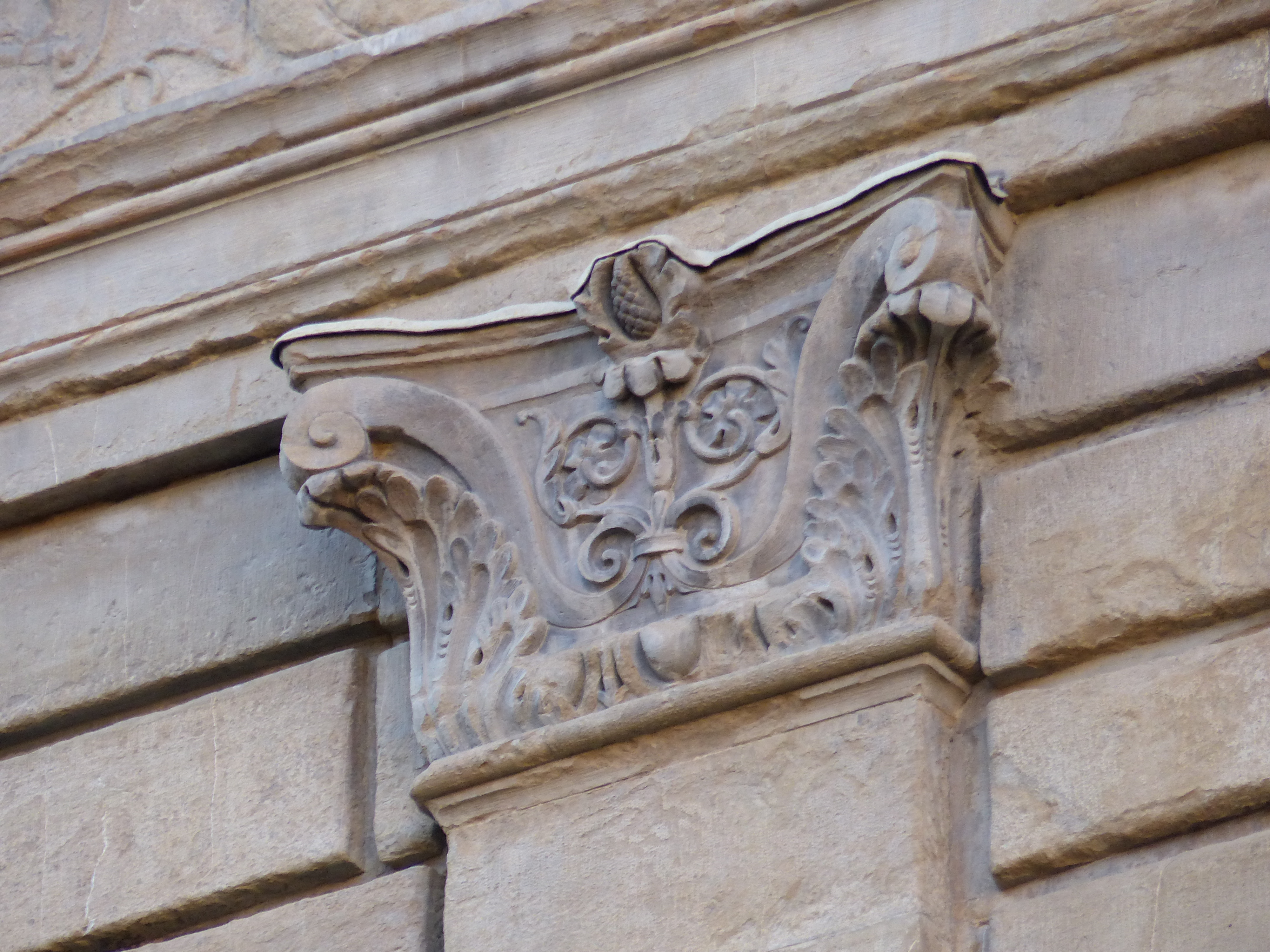
Capitello "ionico"

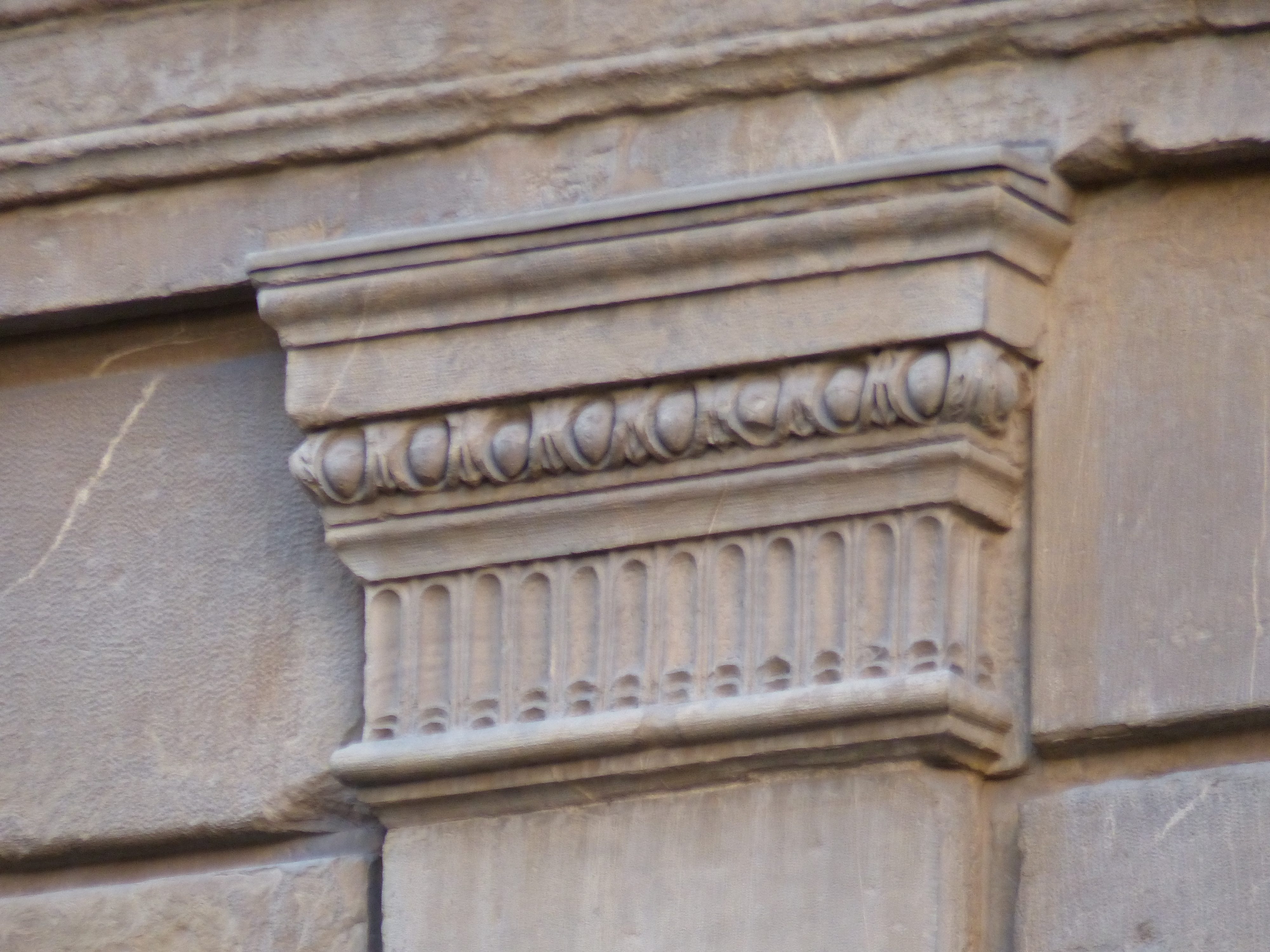
Capitello "dorico" o "tuscanico"

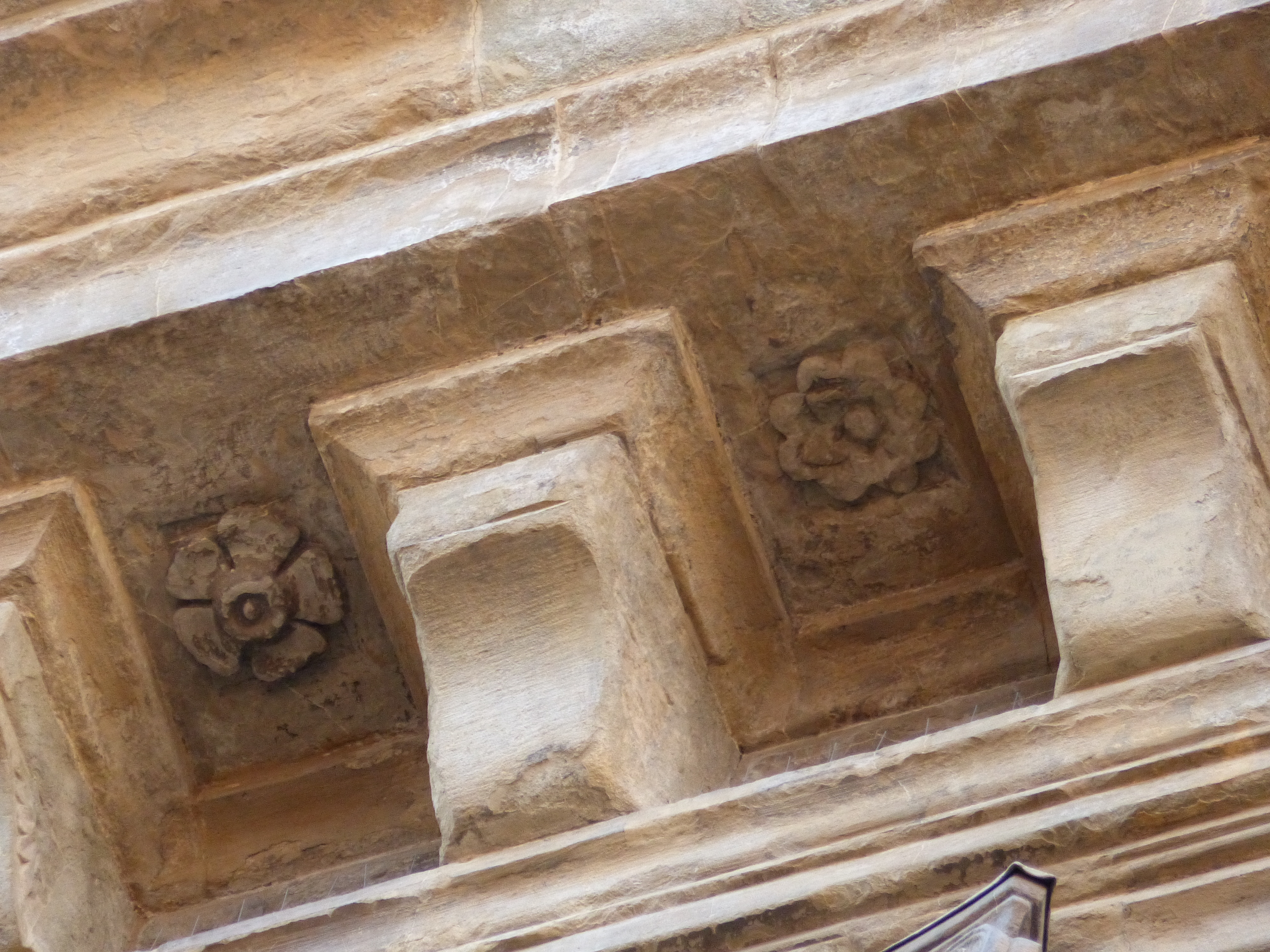
Mensole e rosoni del cornicione

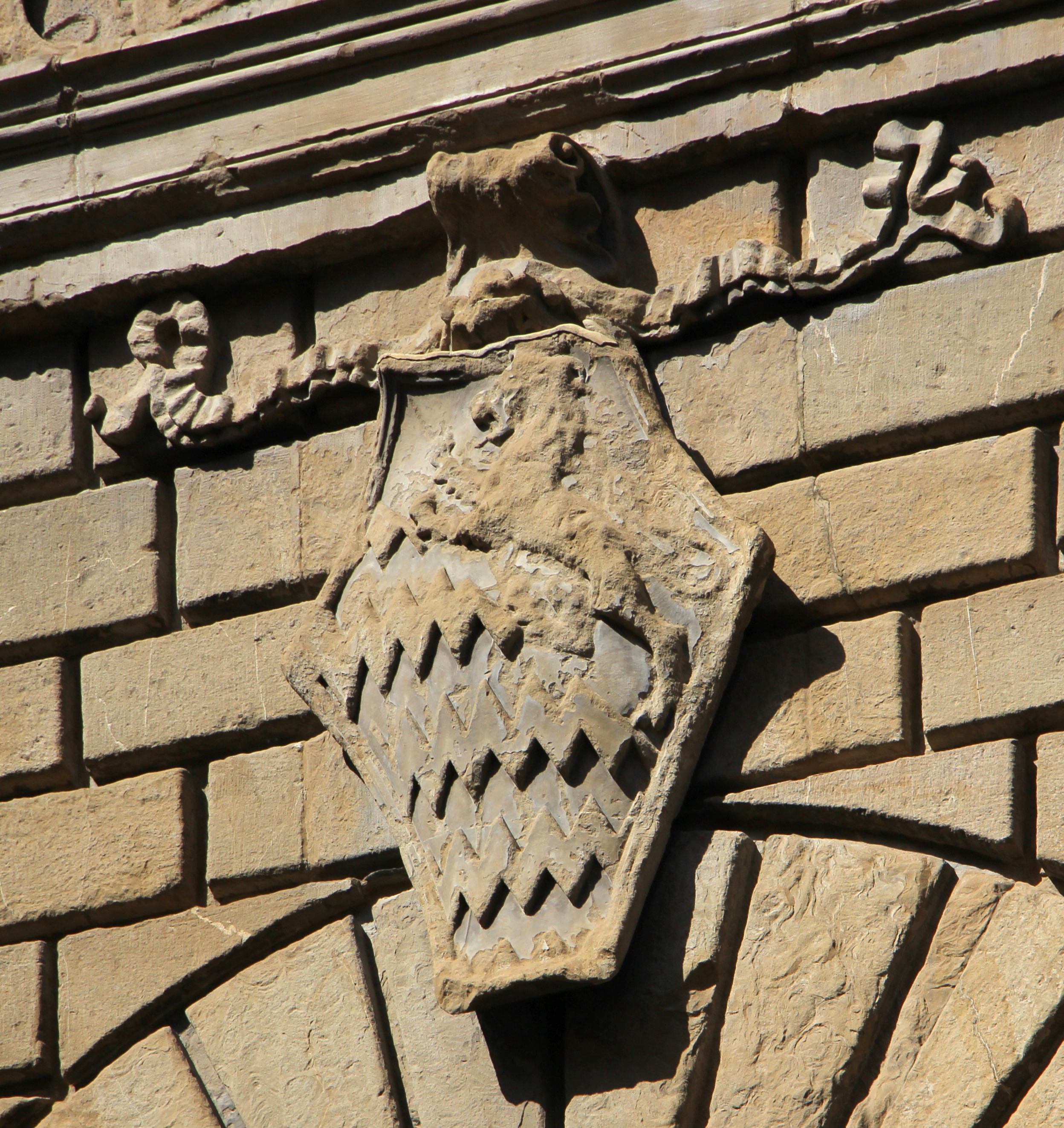
Stemma Rucellai